# Мікрохвильова система посадки
Мікрохвильова система посадки (англ. microwave landing system, MLS), радіотехнічна система посадки повітряних кораблів сантиметрового діапазону хвиль — система, яка працює на одній із частот-носіїв з розподілом радіосигналів у часі та визначенням кутових координат а інтервалом часу між двома послідовними опромінюваннями сканувальним променем антени бортового обладнання
.

## Принцип
В системі використовується передавач в 5 ГГц і за допомогою пасивної фазованої антенної решітки випромінює хвилі в зону посадки, для того щоб направити скануючі сигнали в сторону літака. Літак, який потрапляє до сканованого простору використовує спеціальний приймач для розрахунку своєї позиції, шляхом вимірювання часу приходу сигналів.